# نکولای واسیلکا
نکولای واسیلکا (انگلیسی: Neculai Vasilcă؛ زادهٔ ۲۸ november ۱۹۵۵ (۶۹ سال)) ورزشکار هندبال اهل رومانی است.
وی در مسابقات کشوری و بین‌المللی در مجموع برندهٔ ۲ مدال برنز شده‌است.